# Список синглов № 1 в США в 2011 году (Billboard)

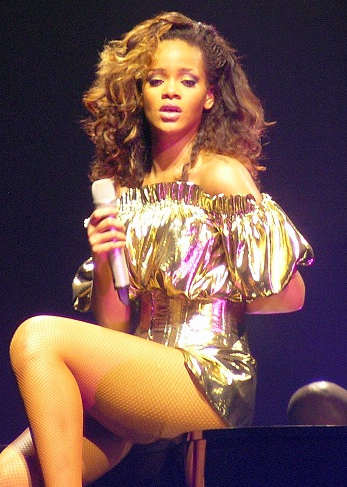
Певица Рианна дольше всех (8 недель) лидировала в главном чарте года с песней «We Found Love».

Певица Кэти Перри открыла хит-парад года с хитом «Firework», который стал её 4-м чарттоппером в США

Сингл «Born This Way»
певицы Lady Gaga стал юбилейным 1000-м хитом на первом месте хит-парада Billboard Hot 100.

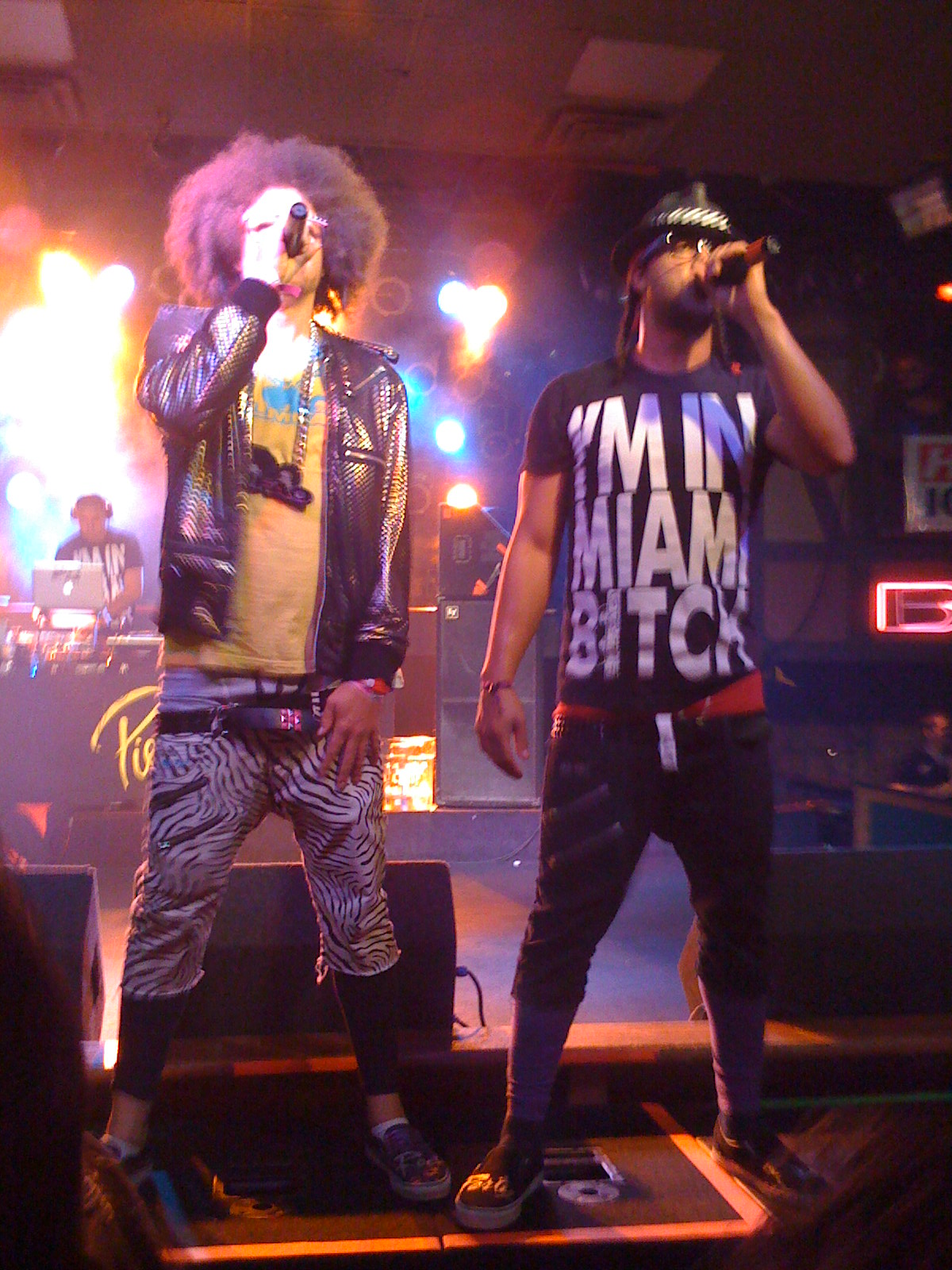
Американский электро-хоп-дуэт LMFAO шесть недель провёл на вершине чарта с синглом «Party Rock Anthem».

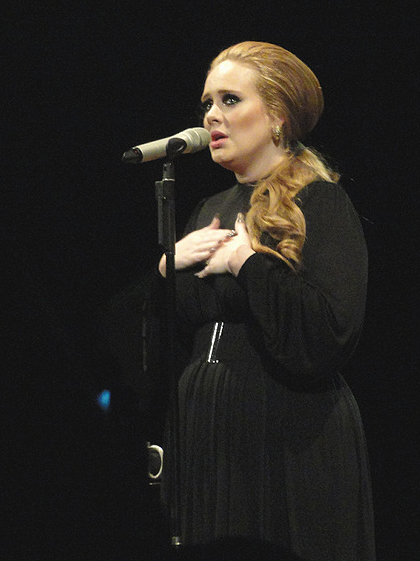
Адель, «Rolling in the Deep»

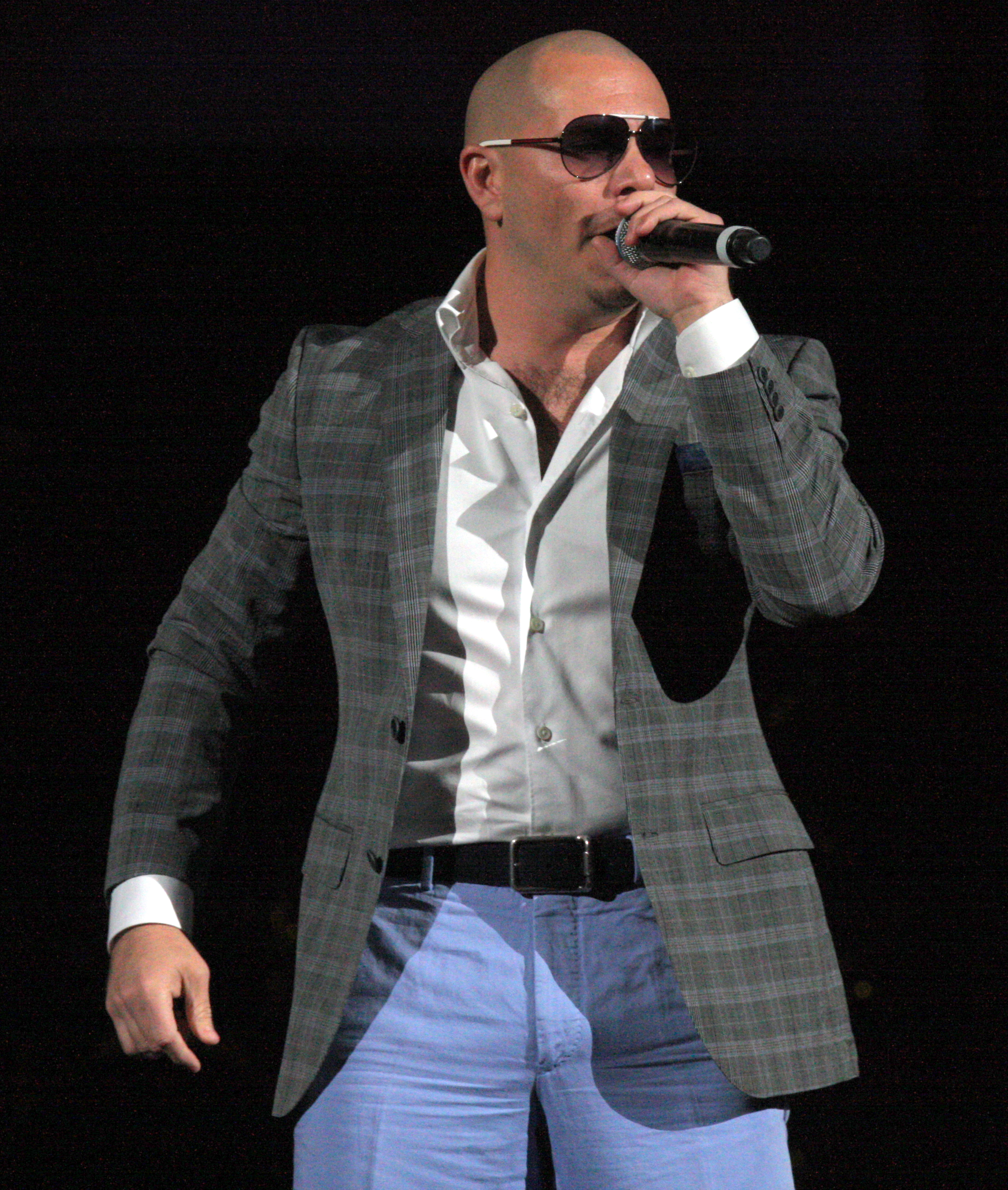
Pitbull, «Give Me Everything»

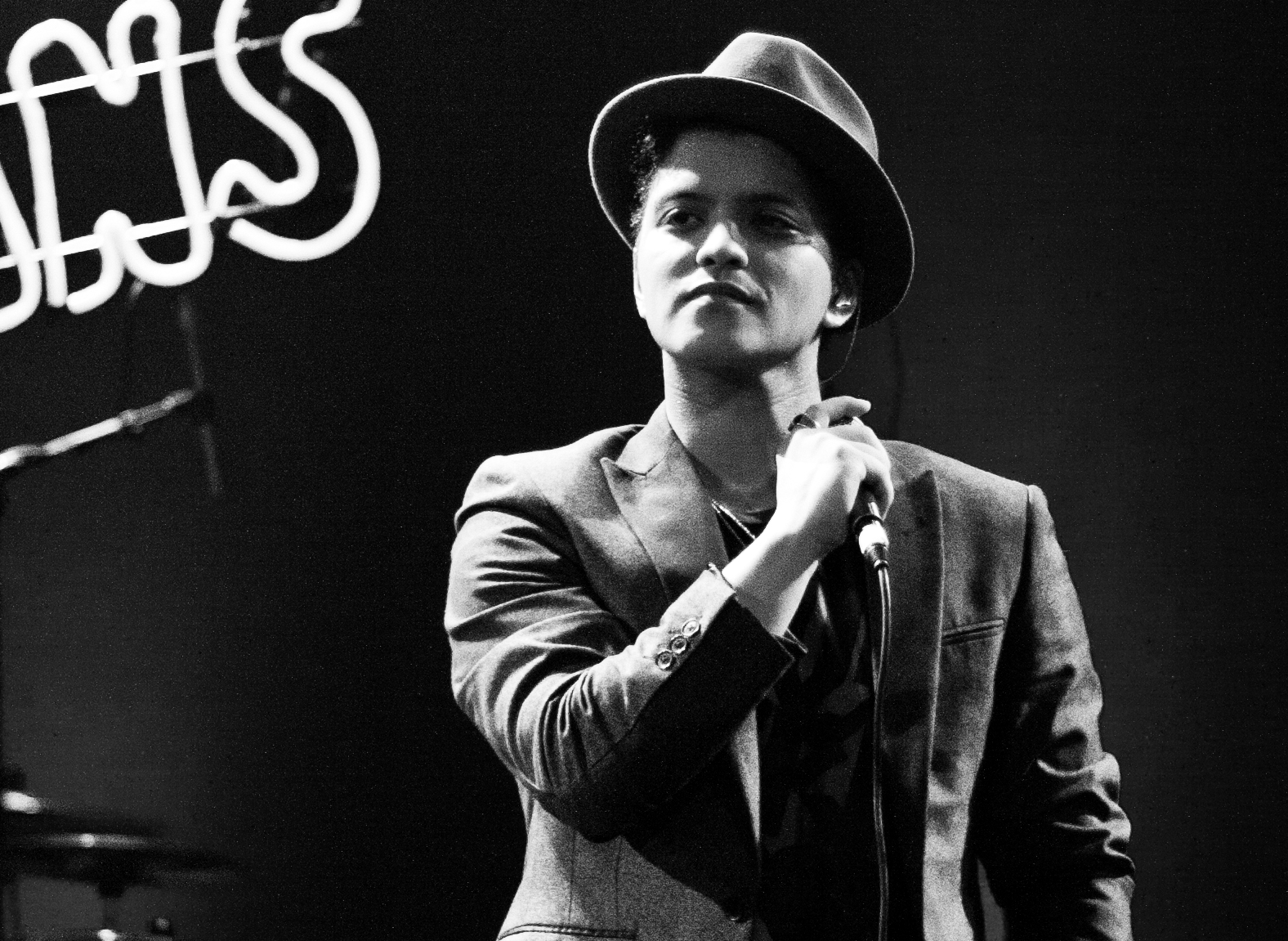
Бруно Марс, «Grenade»

Список синглов № 1 в США в 2011 году — включает синглы, возглавлявшие главный хит-парад Северной Америки по итогам каждой из недель 2011 года. В нём учитываются наиболее продаваемые синглы (песни) исполнителей США, как на физических носителях (лазерные диски, грампластинки, кассеты), так и в цифровом формате (mp3 и другие) и ротации в радиоэфире. Составляется редакцией старейшего музыкального журнала США Billboard и поэтому называется Billboard Hot 100 («Горячая Сотня» журнала Billboard).
За 52 недели 2011 года хит-парад возглавляли 14 синглов, один из которых (Katy Perry's «Firework») стартовал на первом месте ещё в декабре 2010 года. 1000-м хитом на первом месте за всю историю этого чарта стал сингл «Born This Way» певицы Леди Гага.

## Общие сведения
- 8 недель на первом месте был сингл «We Found Love» поп-певицы Рианны.[7]
- 7 недель на первом месте был сингл «Rolling in the Deep» певицы Адель[8][9]. А это значит, что женщины-вокалистки в 2011 году вместе лидировали 19 недель подряд: «Born This Way» (Lady Gaga, 6 недель на № 1), «E.T.» (Кэти Перри, 5 недель), «S&M» (Рианна, 1 неделя) и «Rolling in the Deep». Ранее большее достижение было только один раз в рок-истории в сентябре 1995 — октябре 1996 гг, когда 33 недели подряд были на первых местах 5 женщин: «Fantasy» (Мэрайя Кэри, 8 недель), «Exhale (Shoop Shoop)» (Уитни Хьюстон, 1 неделя), «One Sweet Day» (Мэрайя Кэри & Boyz II Men, 16 недель), 6, «Because You Loved Me» (Селин Дион, 6 недель), «Always Be My Baby» (Мэрайя Кэри, 2 недели). Также 19 недель лидировали женщины в мае — сентябре 2005 года: «Hollaback Girl» (Гвен Стефани, 4 недели), «We Belong Together» (Мэрайя Кэри, 14 недель), «Inside Your Heaven» (Кэрри Андервуд, 1 неделя). Мужчины-вокалисты (без учёта групп) отстают в этой «борьбе полов»: их рекорд равен 27 недель подряд на № 1 в Hot 100. Именно столько недель Usher, Snoop Dogg, Mario и 50 Cent лидировали в 2004—2005 годах[10].
- 4 певицы дважды возглавляли хит-парад в 2011 году: Бритни Спирс, Кэти Перри, Адель и Рианна.
- 9 исполнителей впервые в своей карьере возглавили хит-парад синглов: Wiz Khalifa, Адель, Pitbull, Afrojack, Nayer, LMFAO, Лорен Беннетт, GoonRock и Calvin Harris.
- Певица Рианна в 11-й раз возглавила хит-парада США. Это произошло на 6-й неделе пребывания сингла «We Found Love» в чарте Billboard Hot 100.[11] В результате, Рианна стала только 7-м исполнителем за всю 53-летнюю историю Hot 100, имеющим 11 чарттопперов,[11] среди таких звёзд, как The Beatles (20 синглов № 1), Мэрайя Кери (18), Элвис Пресли (17), Майкл Джексон (13), Мадонна (12), The Supremes (12) и Уитни Хьюстон (11).[11] Таким образом, среди женщин-певиц она занимает 3-е место, деля его с У. Хьюстон и уступая только М. Кэри и Мадонне[11].
- 12 недель на первом месте в 2011 году была певица Адель с двумя своими синглами: «Rolling in the Deep» (7 недель) и «Someone Like You» (5 недель)[12].

## Список синглов № 1
| Дата        | Песня                          | Исполнитель                                 | Ссылка        |
| ----------- | ------------------------------ | ------------------------------------------- | ------------- |
| 1 января    | «Firework»                     | Кэти Перри                                  | [ 13 ]        |
| 8 января    | «Grenade»                      | Бруно Марс                                  | [ 14 ]        |
| 15 января   | «Firework»                     | Кэти Перри                                  | [ 15 ]        |
| 22 января   | «Grenade»                      | Бруно Марс                                  | [ 16 ]        |
| 29 января   | «Hold It Against Me»           | Бритни Спирс                                | [ 17 ] [ 18 ] |
| 5 февраля   | «Grenade»                      | Бруно Марс                                  | [ 19 ]        |
| 12 февраля  | «Grenade»                      | Бруно Марс                                  | [ 20 ]        |
| 19 февраля  | «Black and Yellow»             | Wiz Khalifa                                 | [ 21 ]        |
| 26 февраля  | «Born This Way»                | Леди Гага                                   | [ 1 ]         |
| 5 марта     | «Born This Way»                | Леди Гага                                   | [ 22 ]        |
| 12 марта    | «Born This Way»                | Леди Гага                                   | [ 23 ]        |
| 19 марта    | «Born This Way»                | Леди Гага                                   | [ 24 ]        |
| 26 марта    | «Born This Way»                | Леди Гага                                   | [ 25 ]        |
| 2 апреля    | «Born This Way»                | Леди Гага                                   | [ 26 ]        |
| 9 апреля    | «E.T.»                         | Кэти Перри при участии Канье Уэста          | [ 27 ]        |
| 16 апреля   | «E.T.»                         | Кэти Перри при участии Канье Уэста          | [ 28 ]        |
| 23 апреля   | «E.T.»                         | Кэти Перри при участии Канье Уэста          | [ 29 ]        |
| 30 апреля   | «S&M»                          | Рианна при участии Бритни Спирс             | [ 30 ]        |
| 7 мая       | «E.T.»                         | Кэти Перри при участии Канье Уэста          | [ 31 ]        |
| 14 мая      | «E.T.»                         | Кэти Перри при участии Канье Уэста          | [ 32 ]        |
| 21 мая      | «Rolling in the Deep»          | Адель                                       | [ 33 ]        |
| 28 мая      | «Rolling in the Deep»          | Адель                                       | [ 34 ]        |
| 4 июня      | «Rolling in the Deep»          | Адель                                       | [ 35 ]        |
| 11 июня     | «Rolling in the Deep»          | Адель                                       | [ 36 ]        |
| 18 июня     | «Rolling in the Deep»          | Адель                                       | [ 37 ]        |
| 25 июня     | «Rolling in the Deep»          | Адель                                       | [ 38 ]        |
| 2 июля      | «Rolling in the Deep»          | Адель                                       | [ 8 ]         |
| 9 июля      | «Give Me Everything»           | Pitbull при участии Ne-Yo, Afrojack и Nayer | [ 9 ]         |
| 16 июля     | «Party Rock Anthem»            | LMFAO при участии Лорен Беннетт и GoonRock  | [ 39 ]        |
| 23 июля     | «Party Rock Anthem»            | LMFAO при участии Лорен Беннетт и GoonRock  | [ 40 ]        |
| 30 июля     | «Party Rock Anthem»            | LMFAO при участии Лорен Беннетт и GoonRock  | [ 41 ]        |
| 6 августа   | «Party Rock Anthem»            | LMFAO при участии Лорен Беннетт и GoonRock  | [ 42 ]        |
| 13 августа  | «Party Rock Anthem»            | LMFAO при участии Лорен Беннетт и GoonRock  | [ 43 ]        |
| 20 августа  | «Party Rock Anthem»            | LMFAO при участии Лорен Беннетт и GoonRock  | [ 44 ]        |
| 27 августа  | «Last Friday Night (T.G.I.F.)» | Кэти Перри                                  | [ 45 ]        |
| 3 сентября  | «Last Friday Night (T.G.I.F.)» | Кэти Перри                                  | [ 46 ]        |
| 10 сентября | «Moves Like Jagger»            | Maroon 5 при участии Кристины Агилеры       | [ 47 ]        |
| 17 сентября | «Someone Like You»             | Адель                                       | [ 48 ]        |
| 24 сентября | «Moves Like Jagger»            | Maroon 5 при участии Кристины Агилеры       | [ 49 ]        |
| 1 октября   | «Moves Like Jagger»            | Maroon 5 при участии Кристины Агилеры       | [ 50 ]        |
| 8 октября   | «Moves Like Jagger»            | Maroon 5 при участии Кристины Агилеры       | [ 51 ]        |
| 15 октября  | «Someone Like You»             | Адель                                       | [ 52 ]        |
| 22 октября  | «Someone Like You»             | Адель                                       | [ 53 ]        |
| 29 октября  | «Someone Like You»             | Адель                                       | [ 54 ]        |
| 5 ноябрь    | «Someone Like You»             | Адель                                       | [ 55 ]        |
| 12 ноябрь   | «We Found Love»                | Рианна при участии Кельвина Харриса         | [ 56 ]        |
| 19 ноябрь   | «We Found Love»                | Рианна при участии Кельвина Харриса         | [ 57 ]        |
| 26 ноябрь   | «We Found Love»                | Рианна при участии Кельвина Харриса         | [ 58 ]        |
| 3 декабря   | «We Found Love»                | Рианна при участии Кельвина Харриса         | [ 59 ]        |
| 10 декабря  | «We Found Love»                | Рианна при участии Кельвина Харриса         | [ 60 ]        |
| 17 декабря  | «We Found Love»                | Рианна при участии Кельвина Харриса         | [ 61 ]        |
| 24 декабря  | «We Found Love»                | Рианна при участии Кельвина Харриса         | [ 62 ]        |
| 31 декабря  | «We Found Love»                | Рианна при участии Кельвина Харриса         | [ 63 ]        |

## Лидеры по числу недель
| Исполнитель | Число недель на № 1 | Число хитов № 1 |
| ----------- | ------------------- | --------------- |
| Адель       | 12 (7+5)            | 2               |
| Рианна      | 9 (8+1)             | 2               |
| Кэти Перри  | 9 (2+5+2)           | 3               |
| Lady Gaga   | 6                   | 1               |
| LMFAO       | 6                   | 1               |